# Зиканни-Куль
Зиканни-Куль — посёлок в Тукаевском районе Татарстана. Входит в состав Стародрюшского сельского поселения.

## География
Находится в северо-восточной части Татарстана, в 22 км к юго-востоку от районного центра — города Набережные Челны, вблизи автомобильной дороги Набережные Челны-Сарманово.

## История
Основан в 1909 году. До 1920 года входил в Языковскую волость Мензелинского уезда Уфимской губернии. С 1920 года в составе Мензелинского, с 1922 — Челнинского кантонов ТАССР. С 10.08.1930 в Челнинском, с 10.02.1935 в Ворошиловском, с 29.11.1957 в Янга-Юльском, с 12.10.1959 в Сармановском, с 04.06.1984 в Тукаевском районах.

## Население
| 1920 | 1926 | 1938 | 1949 | 1958 | 1970 | 1979 | 1989 | 2002 |
| ---- | ---- | ---- | ---- | ---- | ---- | ---- | ---- | ---- |
| 215  | 165  | 157  | 110  | 110  | 75   | 54   | 36   | 36   |

Национальный состав села — татары.

## Экономика
Полеводство.